# Adieu (sång)
"Adieu" hette låten som var Norges bidrag till Eurovision Song Contest 1982, och sjöngs på norska av Jahn Teigen & Anita Skorgan.
Låten är en ballad om ett par som gör slut, och lovar att vara vänner fastän de inte längre är tillsammans.
Låten startade som nummer tre ut den kvällen, efter Luxemburgs Svetlana med "Cours après le temps" och före Storbritanniens Bardo med "One Step Further". Vid slutet av omröstningen hade låten fått 40 poäng, och slutade på tolfte plats av 18 bidrag.

## Listplaceringar
| Lista (1982) | Topplacering |
| ------------ | ------------ |
| Norge        | 3            |

### Fotnoter
1. ↑  ”Listplacering”. http://norwegiancharts.com/showitem.asp?interpret=Jahn+Teigen+%26+Anita+Skorgan&titel=Adieu&cat=s. Läst 14 maj 2011.